# Éliminatoires de la zone Europe de la Coupe du monde féminine de football 2023
Navigation
Éliminatoires 2019 Éliminatoires 2027
Les éliminatoires de la zone Europe déterminent les 11 équipes de l'UEFA féminine qualifiées pour la Coupe du monde féminine de football 2023, qui se déroule en Australie et Nouvelle-Zélande du 10 juillet au 20 août 2023.

## Équipes engagées
Les 51 équipes nationales affiliées à la FIFA de l'UEFA entreront en qualification.
- Albanie
- Allemagne
- Angleterre
- Arménie
- Autriche
- Azerbaïdjan
- Biélorussie
- Belgique
- Bosnie-Herzégovine
- Bulgarie
- Croatie
- Chypre
- Danemark
- Écosse
- Espagne
- Estonie
- Finlande
- France
- Géorgie
- Grèce
- Hongrie
- Îles Féroé
- République d'Irlande
- Irlande du Nord
- Islande
- Israël
- Italie
- Kazakhstan
- Kosovo
- Lettonie
- Lituanie
- Luxembourg
- Macédoine du Nord
- Malte
- Moldavie
- Monténégro
- Norvège
- Pays-Bas
- Pays de Galles
- Pologne
- Portugal
- Tchéquie
- Roumanie
- Russie
- Serbie
- Slovaquie
- Slovénie
- Suède
- Suisse
- Turquie
- Ukraine

Non-participants : Andorre, Gibraltar, Liechtenstein - Saint-Marin (sans équipe nationale féminine officielle).

## Format
- Phase de groupes : 9 groupes de 5 ou 6 équipes, les 9 vainqueurs de groupe se qualifiant pour la phase finale de la Coupe du monde.
- Barrages : Les 9 nations classées 2e de groupe disputent les barrages, ceci se disputeront sur 2 tours:
  - 1er tour : les équipes classées 4e à 9e meilleurs seconds s'affronte en match simple, les 3 équipes gagnantes se qualifient pour le second tour
  - 2e tour : les équipes classées 1re à 3e meilleurs seconds + les équipes qualifiées via le 1er tour s'affrontent en match simple, les 3 gagnantes sont ensuite départagés par un classement basé sur les résultats des matchs de groupes + celui du second tour des barrages.

Les 2 premières au classement se qualifiant pour la phase finale de la Coupe du monde, l'équipe classée 3e dispute les barrages inter-confédérations.

## Règlement
Le règlement est celui de l'UEFA relatif à ces éliminatoires :

### Critères de départage

#### Critères pour le classement des groupes
En cas d’égalité de points de plusieurs équipes à l'issue des matchs de groupe, les critères suivants sont appliqués dans l'ordre indiqué pour établir leur classement :
1. Plus grand nombre de points obtenus dans les matches de groupe disputés entre les équipes concernées ;
2. Meilleure différence de buts dans les matches de groupe disputés entre les équipes concernées ;
3. Plus grand nombre de buts marqués dans les matches de groupe disputés entre les équipes concernées ;
4. Plus grand nombre de buts marqués à l'extérieur dans les matches de groupe disputés entre les équipes concernées ;
5. Si, après l’application des critères 1) à 4), plusieurs équipes sont toujours à égalité, les critères 1) à 4) sont à nouveau appliqués exclusivement aux matches entre les équipes restantes afin de déterminer leur classement final. Si cette procédure ne donne pas de résultat, les critères 6) à 12) s’appliquent dans l'ordre indiqué aux équipes encore à égalité ;
6. Meilleure différence de buts générale ;
7. Plus grand nombre de buts marqués ;
8. Plus grand nombre de buts marqués à l'extérieur ;
9. Plus grand nombre de victoires ;
10. Plus grand nombre de victoires à l'extérieur ;
11. Meilleur classement du fair-play dans tous les matches du groupe (-1 point pour un carton jaune, -3 points pour deux cartons jaunes menant à un carton rouge, -3 points pour un carton rouge direct) ;
12. Position au coefficient UEFA utilisé lors du tirage au sort.

#### Critères pour les meilleurs seconds
1. Plus grand nombre de points obtenus ;
2. Meilleure différence de buts générale ;
3. Plus grand nombre de buts marqués ;
4. Plus grand nombre de buts marqués à l'extérieur ;
5. Plus grand nombre de victoires ;
6. Plus grand nombre de victoires à l'extérieur;
7. Classement du fair-play dans tous les matches du groupe (-1 point pour un carton jaune, -3 points pour deux cartons jaunes menant à un carton rouge, -3 points pour un carton rouge direct) ;
8. Position au coefficient UEFA utilisé lors du tirage au sort.

Afin de classer les équipes des groupes A à C composées de 5 équipes (contre 6 équipes dans les autres groupes), la procédure suivante s'applique :
1. les résultats contre l'équipe classée sixième des groupes D à I ne sont pas pris en compte ;

#### Critères pour les barrages
Dans les barrages, l'équipe qui marque le plus de buts lors du match du deuxième tour se qualifie pour le tournoi final. En cas d'égalité à la fin du temps réglementaire, la prolongation est jouée. Si le score reste égal après la prolongation, le résultat est décidé par un séance de tirs au but.
Pour déterminer les trois meilleurs vainqueurs des barrages, les résultats de la phase de groupes (huit matchs) + le match du second tour des barrages sont comptabilisés. Les critères suivants sont appliqués :
1. Plus grand nombre de points obtenus ;
2. Meilleure différence de buts générale ;
3. Plus grand nombre de buts marqués ;
4. Plus grand nombre de buts marqués à l'extérieur ;
5. Plus grand nombre de victoires ;
6. Plus grand nombre de victoires à l'extérieur;
7. Classement du fair-play dans tous les matches du groupe (-1 point pour un carton jaune, -3 points pour deux cartons jaunes menant à un carton rouge, -3 points pour un carton rouge direct) ;
8. Position au coefficient UEFA utilisé lors du tirage au sort.

## Phase de groupes

### Tirage au sort
Le tirage au sort a lieu le 30 avril 2021 à Nyon. Le 9 décembre 2019, l'Agence mondiale antidopage a initialement interdit à la Russie de participer à tous les événements sportifs majeurs pendant quatre ans, après que RUSADA a été jugé non conforme pour avoir remis des données de laboratoire manipulées aux enquêteurs. Cependant, l'équipe nationale de Russie pourrait encore entrer en qualification, car l'interdiction ne s'applique qu'au tournoi final pour décider des champions du monde. La décision de l'AMA a permis aux athlètes qui n'étaient pas impliqués dans le dopage ou la dissimulation de concourir, mais a interdit l'utilisation du drapeau et de l'hymne russes lors d'événements sportifs internationaux majeurs. Un appel auprès du Tribunal arbitral du sport a été déposé, mais la décision de l'AMA a été confirmée et réduite à une interdiction de deux ans. La décision du TAS a également permis que le nom «Russie» soit affiché sur les uniformes si les mots «Athlète neutre» ou «Équipe neutre» avaient la même importance. Si la Russie se qualifie pour le tournoi, ses joueurs ne pourront pas utiliser seul le nom, le drapeau ou l'hymne de leur pays à la Coupe du monde, en raison de l'interdiction de deux ans des championnats du monde et des Jeux Olympiques dans tous les sports.
| Équipe     | Coeff  |
| ---------- | ------ |
| Pays-Bas   | 43,961 |
| Allemagne  | 41,924 |
| Angleterre | 41,443 |
| France     | 40,898 |
| Suède      | 39,714 |
| Espagne    | 38,913 |
| Norvège    | 38,758 |
| Italie     | 36,399 |
| Danemark   | 35,265 |

| Équipe         | Coeff  |
| -------------- | ------ |
| Belgique       | 34,951 |
| Suisse         | 34,066 |
| Autriche       | 33,693 |
| Islande        | 33,458 |
| Écosse         | 30,700 |
| Russie         | 30,117 |
| Finlande       | 29,765 |
| Portugal       | 28,937 |
| Pays de Galles | 28,677 |

| Équipe               | Coeff  |
| -------------------- | ------ |
| Tchéquie             | 28,115 |
| Ukraine              | 27,127 |
| République d'Irlande | 25,414 |
| Pologne              | 25,302 |
| Slovénie             | 22,582 |
| Roumanie             | 22,156 |
| Serbie               | 21,889 |
| Bosnie-Herzégovine   | 20,479 |
| Irlande du Nord      | 19,526 |

| Équipe            | Coeff  |
| ----------------- | ------ |
| Slovaquie         | 17,951 |
| Hongrie           | 16,676 |
| Biélorussie       | 16,540 |
| Croatie           | 15,988 |
| Grèce             | 13,602 |
| Albanie           | 13,292 |
| Macédoine du Nord | 12,730 |
| Israël            | 12,518 |
| Azerbaïdjan       | 11,688 |

| Équipe     | Coeff  |
| ---------- | ------ |
| Turquie    | 11,526 |
| Malte      | 11,480 |
| Kosovo     | 10,489 |
| Kazakhstan | 10,198 |
| Moldavie   | 9,510  |
| Chypre     | 7,688  |
| Îles Féroé | 7,478  |
| Géorgie    | 7,085  |
| Lettonie   | 6,977  |

| Équipe     | Coeff |
| ---------- | ----- |
| Monténégro | 6,772 |
| Lituanie   | 6,359 |
| Estonie    | 6,108 |
| Luxembourg | 2,779 |
| Arménie    | 0,000 |
| Bulgarie   | 0,000 |

| Phase            | Dates                       |
| ---------------- | --------------------------- |
| Phase de groupes | 13 au 21 septembre 2021     |
| Phase de groupes | 18 au 26 octobre 2021       |
| Phase de groupes | 22 au 30 novembre 2021      |
| Phase de groupes | 4 au 12 avril 2022          |
| Phase de groupes | 23 au 28 juin 2022          |
| Phase de groupes | 29 août au 6 septembre 2022 |
| Barrages         | 3 au 11 octobre 2022        |

- en caractère gras : Sélection ayant terminé en première position et directement qualifiée pour la Coupe du monde 2023
- en caractère gras : Sélection barragiste UEFA qualifiée pour la Coupe du monde 2023
- sans caractère gras : Sélection barragiste UEFA accédant aux barrages inter-confédérations
- Sélection éliminée

### Groupe A
| Rang | Équipe               | Pts | J | G | N | P | Bp | Bc | Diff |  | Résultats (▼ dom., ► ext.) |      |     |     |     |      |
| ---- | -------------------- | --- | - | - | - | - | -- | -- | ---- |  | -------------------------- | ---- | --- | --- | --- | ---- |
| 1    | Suède                | 22  | 8 | 7 | 1 | 0 | 32 | 2  | +30  |  | Suède                      |      | 1-1 | 2-1 | 3-0 | 4-0  |
| 2    | République d'Irlande | 17  | 8 | 5 | 2 | 1 | 26 | 4  | +22  |  | République d'Irlande       | 0-1  |     | 1-0 | 1-1 | 11-0 |
| 3    | Finlande             | 10  | 8 | 3 | 1 | 4 | 14 | 12 | +2   |  | Finlande                   | 0-5  | 1-2 |     | 2-1 | 6-0  |
| 4    | Slovaquie            | 8   | 8 | 2 | 2 | 4 | 9  | 9  | 0    |  | Slovaquie                  | 0-1  | 0-1 | 1-1 |     | 2-0  |
| 5    | Géorgie              | 0   | 8 | 0 | 0 | 8 | 0  | 54 | -54  |  | Géorgie                    | 0-15 | 0-9 | 0-3 | 0-4 |      |

### Groupe B
| Rang | Équipe     | Pts | J | G | N | P | Bp | Bc | Diff |  | Résultats (▼ dom., ► ext.) |      |     |     |     |      |
| ---- | ---------- | --- | - | - | - | - | -- | -- | ---- |  | -------------------------- | ---- | --- | --- | --- | ---- |
| 1    | Espagne    | 24  | 8 | 8 | 0 | 0 | 54 | 0  | +54  |  | Espagne                    |      | 8-0 | 5-0 | 3-0 | 12-0 |
| 2    | Écosse     | 16  | 8 | 5 | 1 | 2 | 22 | 13 | +9   |  | Écosse                     | 0-2  |     | 1-1 | 2-1 | 7-1  |
| 4    | Ukraine    | 10  | 8 | 3 | 1 | 4 | 12 | 20 | -8   |  | Ukraine                    | 0-6  | 0-4 |     | 2-0 | 4-0  |
| 3    | Hongrie    | 9   | 8 | 3 | 0 | 5 | 19 | 19 | 0    |  | Hongrie                    | 0-7  | 0-2 | 4-2 |     | 7-0  |
| 5    | Îles Féroé | 0   | 8 | 0 | 0 | 8 | 2  | 56 | -54  |  | Îles Féroé                 | 0-10 | 0-6 | 0-3 | 1-7 |      |

### Groupe C
| Rang | Équipe      | Pts | J | G | N | P | Bp | Bc | Diff |  | Résultats (▼ dom., ► ext.) |     |     |     |     |      |
| ---- | ----------- | --- | - | - | - | - | -- | -- | ---- |  | -------------------------- | --- | --- | --- | --- | ---- |
| 1    | Pays-Bas    | 20  | 8 | 6 | 2 | 0 | 30 | 3  | +27  |  | Pays-Bas                   |     | 1-0 | 1-1 | 3-0 | 12-0 |
| 2    | Islande     | 18  | 8 | 6 | 0 | 2 | 25 | 3  | +22  |  | Islande                    | 0-2 |     | 4-0 | 6-0 | 5-0  |
| 4    | Tchéquie    | 11  | 8 | 3 | 2 | 3 | 25 | 10 | +15  |  | Tchéquie                   | 2-2 | 0-1 |     | 7-0 | 8-0  |
| 3    | Biélorussie | 7   | 8 | 2 | 1 | 5 | 7  | 26 | -19  |  | Biélorussie                | 0-2 | 0-5 | 2-1 |     | 4-1  |
| 5    | Chypre      | 1   | 8 | 0 | 1 | 7 | 2  | 48 | -46  |  | Chypre                     | 0-8 | 0-4 | 0-6 | 1-1 |      |

### Groupe D
| Rang | Équipe            | Pts | J  | G  | N | P | Bp | Bc | Diff |  | Résultats (▼ dom., ► ext.) |      |      |      |      |      |      |
| ---- | ----------------- | --- | -- | -- | - | - | -- | -- | ---- |  | -------------------------- | ---- | ---- | ---- | ---- | ---- | ---- |
| 1    | Angleterre        | 30  | 10 | 10 | 0 | 0 | 80 | 0  | +80  |  | Angleterre                 |      | 1-0  | 4-0  | 10-0 | 8-0  | 20-0 |
| 2    | Autriche          | 22  | 10 | 7  | 1 | 2 | 50 | 7  | +43  |  | Autriche                   | 0-2  |      | 3-1  | 5-0  | 10-0 | 8-0  |
| 3    | Irlande du Nord   | 19  | 10 | 6  | 1 | 3 | 36 | 16 | +20  |  | Irlande du Nord            | 0-5  | 2-2  |      | 4-0  | 9-0  | 4-0  |
| 4    | Luxembourg        | 9   | 10 | 3  | 0 | 7 | 9  | 45 | -36  |  | Luxembourg                 | 0-10 | 0-10 | 1-2  |      | 2-1  | 3-2  |
| 5    | Macédoine du Nord | 6   | 10 | 2  | 0 | 8 | 10 | 62 | -52  |  | Macédoine du Nord          | 0-10 | 0-6  | 0-11 | 2-3  |      | 3-2  |
| 6    | Lettonie          | 3   | 10 | 1  | 0 | 9 | 8  | 63 | -55  |  | Lettonie                   | 0-10 | 1-8  | 1-3  | 1-0  | 1-4  |      |

### Groupe E
| Rang | Équipe             | Pts | J | G | N | P | Bp | Bc | Diff |  | Résultats (▼ dom., ► ext.) |     |     |     |     |     |
| ---- | ------------------ | --- | - | - | - | - | -- | -- | ---- |  | -------------------------- | --- | --- | --- | --- | --- |
| 1    | Danemark           | 24  | 8 | 8 | 0 | 0 | 40 | 2  | +38  |  | Danemark                   |     | 8-0 | 5-1 | 2-0 | 7-0 |
| 2    | Bosnie-Herzégovine | 11  | 8 | 3 | 2 | 3 | 9  | 17 | -8   |  | Bosnie-Herzégovine         | 0-3 |     | 2-3 | 1-0 | 1-0 |
| 3    | Monténégro         | 9   | 8 | 3 | 0 | 5 | 9  | 17 | -8   |  | Monténégro                 | 1-5 | 0-2 |     | 2-0 | 0-2 |
| 4    | Azerbaïdjan        | 7   | 8 | 2 | 1 | 5 | 5  | 16 | -11  |  | Azerbaïdjan                | 0-8 | 1-1 | 1-0 |     | 1-2 |
| 5    | Malte              | 7   | 8 | 2 | 1 | 5 | 6  | 17 | -11  |  | Malte                      | 0-2 | 2-2 | 0-2 | 0-2 |     |

Le 2 mai 2022 l'UEFA décide que la Russie ne disputera pas ses matchs restants et annule tous ses résultats.

### Groupe F
| Rang | Équipe   | Pts | J  | G | N | P  | Bp | Bc | Diff |  | Résultats (▼ dom., ► ext.) |      |     |     |     |     |      |
| ---- | -------- | --- | -- | - | - | -- | -- | -- | ---- |  | -------------------------- | ---- | --- | --- | --- | --- | ---- |
| 1    | Norvège  | 28  | 10 | 9 | 1 | 0  | 47 | 2  | +45  |  | Norvège                    |      | 4-0 | 2-1 | 5-0 | 5-1 | 10-0 |
| 2    | Belgique | 22  | 10 | 7 | 1 | 2  | 56 | 7  | +49  |  | Belgique                   | 0-1  |     | 4-0 | 7-0 | 7-0 | 19-0 |
| 3    | Pologne  | 20  | 10 | 6 | 2 | 2  | 26 | 9  | +17  |  | Pologne                    | 0-0  | 1-1 |     | 2-0 | 7-0 | 12-0 |
| 4    | Albanie  | 10  | 10 | 3 | 1 | 6  | 14 | 30 | -16  |  | Albanie                    | 0-7  | 0-5 | 1-2 |     | 1-1 | 5-0  |
| 5    | Kosovo   | 7   | 10 | 2 | 1 | 7  | 8  | 35 | -27  |  | Kosovo                     | 0-3  | 1-6 | 1-2 | 1-3 |     | 2-1  |
| 6    | Arménie  | 0   | 10 | 0 | 0 | 10 | 1  | 71 | -70  |  | Arménie                    | 0-10 | 0-7 | 0-1 | 0-4 | 0-1 |      |

### Groupe G
| Rang | Équipe   | Pts | J  | G | N | P | Bp | Bc | Diff |  | Résultats (▼ dom., ► ext.) |     |     |     |     |     |      |
| ---- | -------- | --- | -- | - | - | - | -- | -- | ---- |  | -------------------------- | --- | --- | --- | --- | --- | ---- |
| 1    | Italie   | 27  | 10 | 9 | 0 | 1 | 47 | 5  | +42  |  | Italie                     |     | 1-2 | 2-0 | 3-0 | 7-0 | 3-0  |
| 2    | Suisse   | 25  | 10 | 8 | 1 | 1 | 44 | 4  | +40  |  | Suisse                     | 0-1 |     | 2-0 | 5-0 | 4-1 | 15-0 |
| 3    | Roumanie | 19  | 10 | 6 | 1 | 3 | 21 | 11 | +10  |  | Roumanie                   | 0-5 | 1-1 |     | 2-0 | 3-0 | 3-0  |
| 4    | Croatie  | 10  | 10 | 3 | 1 | 6 | 6  | 18 | -12  |  | Croatie                    | 0-5 | 0-2 | 0-1 |     | 0-0 | 4-0  |
| 5    | Lituanie | 5   | 10 | 1 | 2 | 7 | 7  | 35 | -28  |  | Lituanie                   | 0-5 | 0-7 | 1-7 | 0-1 |     | 4-0  |
| 6    | Moldavie | 1   | 10 | 0 | 1 | 9 | 1  | 49 | -48  |  | Moldavie                   | 0-8 | 0-6 | 0-4 | 0-1 | 1-1 |      |

### Groupe H
| Rang | Équipe    | Pts | J  | G | N | P  | Bp | Bc | Diff |  | Résultats (▼ dom., ► ext.) |     |     |     |     |     |     |
| ---- | --------- | --- | -- | - | - | -- | -- | -- | ---- |  | -------------------------- | --- | --- | --- | --- | --- | --- |
| 1    | Allemagne | 27  | 10 | 9 | 0 | 1  | 47 | 5  | +42  |  | Allemagne                  |     | 3-0 | 5-1 | 8-0 | 7-0 | 7-0 |
| 2    | Portugal  | 22  | 10 | 7 | 1 | 2  | 26 | 9  | +17  |  | Portugal                   | 1-3 |     | 2-1 | 4-0 | 4-0 | 3-0 |
| 3    | Serbie    | 21  | 10 | 7 | 0 | 3  | 26 | 14 | +12  |  | Serbie                     | 3-2 | 1-2 |     | 2-0 | 4-0 | 3-0 |
| 4    | Turquie   | 10  | 10 | 3 | 1 | 6  | 9  | 26 | -17  |  | Turquie                    | 0-3 | 1-1 | 2-5 |     | 3-2 | 1-0 |
| 5    | Israël    | 9   | 10 | 3 | 0 | 7  | 7  | 25 | -18  |  | Israël                     | 0-1 | 0-4 | 0-2 | 1-0 |     | 2-0 |
| 6    | Bulgarie  | 0   | 10 | 0 | 0 | 10 | 1  | 37 | -36  |  | Bulgarie                   | 0-8 | 0-5 | 1-4 | 0-2 | 0-2 |     |

### Groupe I
| Rang | Équipe         | Pts | J  | G  | N | P  | Bp | Bc | Diff |  | Résultats (▼ dom., ► ext.) |      |     |     |     |      |     |
| ---- | -------------- | --- | -- | -- | - | -- | -- | -- | ---- |  | -------------------------- | ---- | --- | --- | --- | ---- | --- |
| 1    | France         | 30  | 10 | 10 | 0 | 0  | 54 | 4  | +50  |  | France                     |      | 2-0 | 1-0 | 5-1 | 11-0 | 6-0 |
| 2    | Pays de Galles | 20  | 10 | 6  | 2 | 2  | 22 | 5  | +17  |  | Pays de Galles             | 1-2  |     | 0-0 | 5-0 | 4-0  | 6-0 |
| 3    | Slovénie       | 18  | 10 | 5  | 3 | 2  | 21 | 6  | +15  |  | Slovénie                   | 2-3  | 1-1 |     | 0-0 | 6-0  | 2-0 |
| 4    | Grèce          | 13  | 10 | 4  | 1 | 5  | 12 | 28 | -16  |  | Grèce                      | 0-10 | 0-1 | 1-4 |     | 3-0  | 3-2 |
| 5    | Estonie        | 6   | 10 | 2  | 0 | 8  | 7  | 43 | -36  |  | Estonie                    | 0-9  | 0-1 | 0-4 | 1-3 |      | 4-2 |
| 6    | Kazakhstan     | 0   | 10 | 0  | 0 | 10 | 4  | 34 | -30  |  | Kazakhstan                 | 0-5  | 0-3 | 0-2 | 0-1 | 0-2  |     |

### Classement des deuxièmes
Afin de déterminer les barragistes qualifiés pour le second tour, on établit le classement des deuxièmes en prenant en compte les résultats contre les premiers, troisièmes et quatrièmes et cinquièmes de leurs groupes respectifs (sans tenir compte des sixièmes). Les trois premières sélections du classement sont qualifiées pour le second tour, les six suivantes disputeront le premier tour.
| Rang | Équipe               | Pts | J | G | N | P | Bp | Bc | Diff |
| ---- | -------------------- | --- | - | - | - | - | -- | -- | ---- |
| 1    | Suisse               | 19  | 8 | 6 | 1 | 1 | 23 | 4  | +19  |
| 2    | Islande              | 18  | 8 | 5 | 0 | 1 | 25 | 3  | +22  |
| 3    | République d'Irlande | 17  | 8 | 5 | 2 | 1 | 26 | 4  | +22  |
| 4    | Autriche             | 16  | 8 | 4 | 1 | 2 | 34 | 6  | +28  |
| 5    | Belgique             | 16  | 8 | 5 | 1 | 2 | 30 | 7  | +23  |
| 6    | Écosse               | 16  | 8 | 5 | 1 | 2 | 22 | 13 | +9   |
| 7    | Portugal             | 16  | 8 | 5 | 1 | 2 | 18 | 9  | +9   |
| 8    | Pays de Galles       | 14  | 8 | 4 | 2 | 2 | 13 | 5  | +8   |
| 9    | Bosnie-Herzégovine   | 11  | 8 | 3 | 2 | 3 | 9  | 17 | -8   |

- Sélection accédant au deuxième tour des barrages
- Sélection accédant au premier tour des barrages

## Matchs de barrage
Le tirage au sort se déroule le 9 septembre 2022. Neuf équipes participent au barrages. Les trois meilleures deuxièmes sont exemptées du premier tour. Les six autres participent à un tirage au sort intégral sans tête de série. Le match se déroule sur le terrain du premier nommé.

### Premier tour
Six équipes participent à ce premier tour : l'Autriche, la Belgique, la Bosnie-Herzégovine, l'Écosse, le pays de Galles et le Portugal. Les matchs se déroulent le 6 octobre 2022.
| Équipe         | Score   | Équipe             |
| -------------- | ------- | ------------------ |
| Portugal       | 2 - 1   | Belgique           |
| Écosse         | 1 - 0ap | Autriche           |
| Pays de Galles | 1 - 0ap | Bosnie-Herzégovine |

### Deuxième tour
Trois équipes sont directement qualifiées pour le deuxième tour : Suisse, Islande et République d'Irlande. Les matchs se déroulent le 11 octobre 2022.
| Équipe   | Score   | Équipe               |
| -------- | ------- | -------------------- |
| Portugal | 4 - 1ap | Islande              |
| Écosse   | 0 - 1   | République d'Irlande |
| Suisse   | 2 - 1ap | Pays de Galles       |

### Classement
Pour déterminer les deux équipes se qualifiant pour la Coupe du monde féminine et la troisième accédant aux barrages inter-confédérations, leurs résultats dans leurs groupes respectifs et le deuxième tour des barrages sont combinés. Tout match de groupe contre des équipes classées sixième ne sera pas pris en compte. En conséquence, 9 matchs (8 en phase de groupes + le match du deuxième tour des barrages) disputés par chaque équipe sont comptés à fin d'établir le classement. Les deux premiers gagnants se qualifient directement pour le tournoi final et le dernier vainqueur se qualifie pour le tournoi éliminatoire de la Coupe du monde féminine.
| Rang | Équipe               | Pts | J | G | N | P | Bp | Bc | Diff |
| ---- | -------------------- | --- | - | - | - | - | -- | -- | ---- |
| 1    | Suisse               | 22  | 9 | 7 | 1 | 1 | 25 | 5  | +20  |
| 2    | République d'Irlande | 20  | 9 | 6 | 2 | 1 | 27 | 4  | +23  |
| 3    | Portugal             | 19  | 9 | 6 | 1 | 2 | 22 | 10 | +12  |

- Sélection qualifiée pour la Coupe du monde 2023
- Sélection accédant aux barrages inter-confédérations

## Équipes qualifiées
| Rang     | Groupe                              | Nation               | Date |
| -------- | ----------------------------------- | -------------------- | ---- |
| Premier  | Groupe A                            | Suède                |      |
| Premier  | Groupe B                            | Espagne              |      |
| Premier  | Groupe C                            | Pays-Bas             |      |
| Premier  | Groupe D                            | Angleterre           |      |
| Premier  | Groupe E                            | Danemark             |      |
| Premier  | Groupe F                            | Norvège              |      |
| Premier  | Groupe G                            | Italie               |      |
| Premier  | Groupe H                            | Allemagne            |      |
| Premier  | Groupe I                            | France               |      |
| Deuxième | Premier au classement des barrages  | Suisse               |      |
| Deuxième | Deuxième au classement des barrages | République d'Irlande |      |

## Débats autour des scores fleuves
La victoire écrasante de l'Angleterre sur la Lettonie 20 buts à 0 le 30 novembre 2021 au Keepmoat Stadium à Doncaster, ainsi que la victoire quelques jours plus tôt de la Belgique sur l'Arménie 19 buts à 0, et dans une moindre mesure celles de l'Espagne sur les Îles Féroé 12 à 0 et de la France sur l'Estonie 11 à 0 a entraîné des débats sur le format de ces éliminatoires et sur le niveau très inégal dans le football féminin en général,,,. Le rétablissement du tour préliminaire, qui permettait l'élimination en amont des sélections les plus faibles, et la création d'une Ligue des nations féminine, pour permettre aux équipes encore composées d'amateures de développer leur football sans devoir affronter des professionnelles, sont envisagées.